# مات تومسون
مات تومسون (بالإنجليزية: Matt Thompson)‏ (و. 1982  م) هو لاعب كرة قدم، من أستراليا، ولد في سيدني، يلعب كمُدَافِع.

## روابط خارجية
- مات تومسون على موقع قاعدة بيانات كرة القدم.إي يو (الإنجليزية)
- مات تومسون على موقع ناشيونال فوتبول تيمز (الإنجليزية)
- مات تومسون على موقع Soccerway.com (الإنجليزية)
- مات تومسون على موقع عالم كرة القدم.نت (الإنجليزية)